# Magda Malá
Magda Malá (* 14. července 1967 Cheb) je česká zpěvačka populární hudby a herečka.

## Život
V dětství a mládí se věnovala sportovní gymnastice a střelbě, a přes svou nevysokou postavu (154 cm) hrávala také košíkovou. Od první třídy základní školy zpívala v dětském pěveckém sboru. Pěvecká záliba jí vydržela až do dospělosti. Zpěv studovala na Státní konzervatoři v Praze, kde ji vedli Lída Nopová nebo Vítězslav Hádl.
Školu končila v době, kdy Michal David ukončoval svou spolupráci s uskupením Kroky Františka Janečka a zakládal vlastní skupinu pojmenovanou Allegro. Tehdy David náhodou získal nahrávku s jejím zpěvem, a po jejím poslechu se rozhodl ji přizvat ke spolupráci, která nakonec trvala dva roky. Během té doby se seznámila i s Helenou Vondráčkovou, které po čtyři roky jako host zpívala v doprovodném sboru. Vedle toho po třicet let vystupovala v muzikálech, nicméně z vlastního rozhodnutí s tím skončila, neboť pociťovala absenci bližšího kontaktu s obecenstvem a rovněž zatoužila po možnosti samostatně určovat svou uměleckou náplň.
Vystupuje jak samostatně, tak na společných koncertech s Bohušem Matušem nebo s Markem Černochem, synem zpěváka Karla Černocha.
Založila uskupení Mater et pueri, které pomáhá svobodným matkám v tísni, a sama je matkou dvou dcer, Magdaleny, jejímž otcem je kameraman Aleš Matějka, a Terezy, jejímž otcem je Vladimír Horák. Dne 3. června 2022 se v Praze ve vyšehradské bazilice svatého Petra a Pavla prvně vdala, a sice za majitele kamnářské firmy a příležitostného zpěváka Jaroslava Podsedníka.

## Umělecké vystupování
Magda Malá je známa především jako muzikálová zpěvačka. Její první zkušeností byla v roce 1992 role Eponiny ve světoznámém muzikálu na motivy románu Victora Huga – Les Misérables – Bídníci, která ji s přestávkami provázela dvacet let. O rok později ztvárnila Clarissu v muzikálu 451° Fahrenheita, pět let účinkovala v nejúspěšnějším českém muzikálu Dracula (Lorraine, Větrná Nymfa), a to v Praze, Bratislavě i Prešově. Představila se v roli Krásky v muzikálu Kráska a zvíře, pro pohádkové baletní představení Malá mořská víla spojené s vodní produkcí Křižíkovy fontány nazpívala Malou mořskou vílu, na jevišti GoJa Music Hall účinkovala v hlavní roli muzikálu Miss Saigon, vidět ji diváci mohli i v muzikálech Popelka na ledě a Ples upírů.
Kromě muzikálových rolí má na svém kontě i několik menších televizních a dabingových rolí a hudebních nosičů pro děti, na podzim roku 1998 moderovala úspěšný hudební pořad Eso a v roce 2013 uvedla premiéru filmového zpracování muzikálu Les Misérables – Bídníci v kině Lucerna.
Vydala sólová alba Já doufám dál… (2005), Na křídlech vánočních (2014), Chichichi chachacha (2018) a album duetů s Petrem Dopitou Tak to chtěl Bůh (2002). Supraphon a.s. v roce 2021 sestavil z nahrávek vydaných na SP deskách album Magda Malá.
V roce 2019 obdržela od uměleckého sdružení Artes cenu Mistr zábavního umění.

### Muzikály
- Les Misérables – Bídníci (1992, 2003, 2012) – Eponine
- 451° Fahrenheita (1993) – Clarissa
- Dracula (1995) – Lorraine, Větrná Nymfa
- Kráska a Zvíře (1999) – Kráska
- Malá mořská víla (2000) – Malá mořská víla
- Miss Saigon (2004) – Kim
- Popelka na ledě (2011) – Dora
- Ples upírů (2017) – Hospodská

## Diskografie

### SP desky
- Sázím na lásku / Nás nic nezastaví (1986)
- Takovýho chci tě mít (1986)
- Když se loučíš / Takovýho chci tě mít (1987)
- Chcem žít bez obav (1988)

### Sólová alba
- Tak to chtěl Bůh (2002) – duety s Petrem Dopitou
- Já doufám dál… (2005)
- Na křídlech vánočních (2014)
- Chichichi chachacha (2018)
- Magda Malá (2021)

### Muzikálová alba
- 451° Fahrenheita (1994)
- Dracula (1995)
- Dracula komplet (1997)
- Kráska a zvíře (1999)
- Malá mořská víla (2000)
- To nejlepší z českých muzikálů (2002)
- Zlaté hity – muzikál (2003)
- Best of muzikál (2003)
- Les Misérables – Bídníci (2004)
- Popelka – Kouzelný muzikál na ledě (2011)
- Dracula – Speciální edice k 20. výročí světové premiéry (2015)

### Ostatní
- Michal David: Pár přátel stačí mít (1999) – Tiché vyznání
- Tancovala žížala (2001)
- České superhity 4 (2002) – Přijeď
- Nejkrásnější dueta (2004) – Když se loučíš
- Dráče Bůby (2006)
- Příhody kapříka Pepíka (2008)
- Bohuš Matuš: Písně a duety z českých filmů a muzikálů (2011) – V dálkách ztracený
- Jindřich Parma 3 (2012) – Skateboard
- Pavel Cmíral (2015) – Skateboard
- Supraphon hraje… 2 (2016) – Módní – líbezná, Na zdi psát
- Supraphon hraje… 3 (2017) – Takovýho chci tě mít, Sázím na lásku, Chcem žít bez obav, Video
- Legendární československé šlágry – duety (2017) – Sen
- Písničky pro dávné lásky (2018) – Sen
- Bohuš Matuš: Písně mého srdce (2019) – Píseň Ofélie
- 80 nejoblíbenějších dětských písniček (2020) – Hajej, můj andílku, hajej a spi, Hajej, nynej, maličký, Adámku náš, Halí, belí, Spi, synáčku, spi
- Michal David: Moje zapomenuté ploužáky (2020) – Na křídlech Vánoc
- Allegro: Singly (1987 – 1989) – Takovýho chci tě mít, Když se loučíš, Sázím na lásku, Nás nic nezastaví, Chcem žít bez obav, Módní – líbezná, Na zdi psát, Video
- Nejvýznamnější skladatelé české populární hudby – Karel Svoboda 3 (2023) – Vím, že jsi se mnou
- La Gioia: Vianočný sen (2023) – Prayer